# Polyakrylamid
Polyakrylamid (förkortat PAM eller pAAM) är en polymer uppbyggd av monomeren (-CH2CHCONH2-). Den bildas genom polymerisering av akrylamid, under förhållanden som skapar en stor mängd tvärbindningar mellan akrylamidmonomererna. Polyakrylamid kan ta upp stora mängder vatten (över 90% av sin vikt) och klassificeras som en hydrogel.
Polyakrylamid är en gel som bland annat används vid gelfiltrering. Polyakrylamid används i elektroforesmetoden PAGE (polyacrylamide gel electrophoresis) för att separera biologiska molekyler. För att separera proteiner används oftast SDS-PAGE medan vanlig PAGE används främst vid separering av DNA.